# Serrat de les Barses
El Serrat de les Barses és un serrat del terme municipal de Sant Esteve de la Sarga, del Pallars Jussà. Es tracta d'un dels contraforts de la part central-oriental del Montsec d'Ares.
Està situat quasi a l'extrem sud-est del terme de Sant Esteve de la Sarga, prop del límit amb Castell de Mur i amb Àger, al sud-est del poble de Moror.